# 13332 Benkhoff
13332 Benkhoff eller 1998 SM58 är en asteroid i huvudbältet som upptäcktes den 17 september 1998 av LONEOS vid Anderson Mesa Station. Den är uppkallad efter Johannes Benkhoff.
Den tillhör asteroidgruppen Koronis.